# ان‌جی‌سی ۵۷۵۳
ان‌جی‌سیNGC)۵۷۵۳) یک کهکشان در صورت فلکی گاوران است.